# Убийство
Вижте пояснителната страница за други значения на Убийство.
Убийство е актът на отнемане на живота на живо същество – човек, животно или растение. В резултат на този акт настъпва смърт. Според закона убийство е само отнемане на човешки живот. В този смисъл умъртвяване на животно или растение не е убийство.
Причина за убийството може да бъде:
1. планиран замисъл (с намерение и подготовка)
2. по време на война
3. немарливост, невнимание
4. при катастрофа, авария или природно бедствие
5. клане на животни (за консумация и пр.)

При убийството е налице посягане към най-ценното благо – човешкия живот, което определя и неговото място в системата на престъпленията.